# Casa Lamm

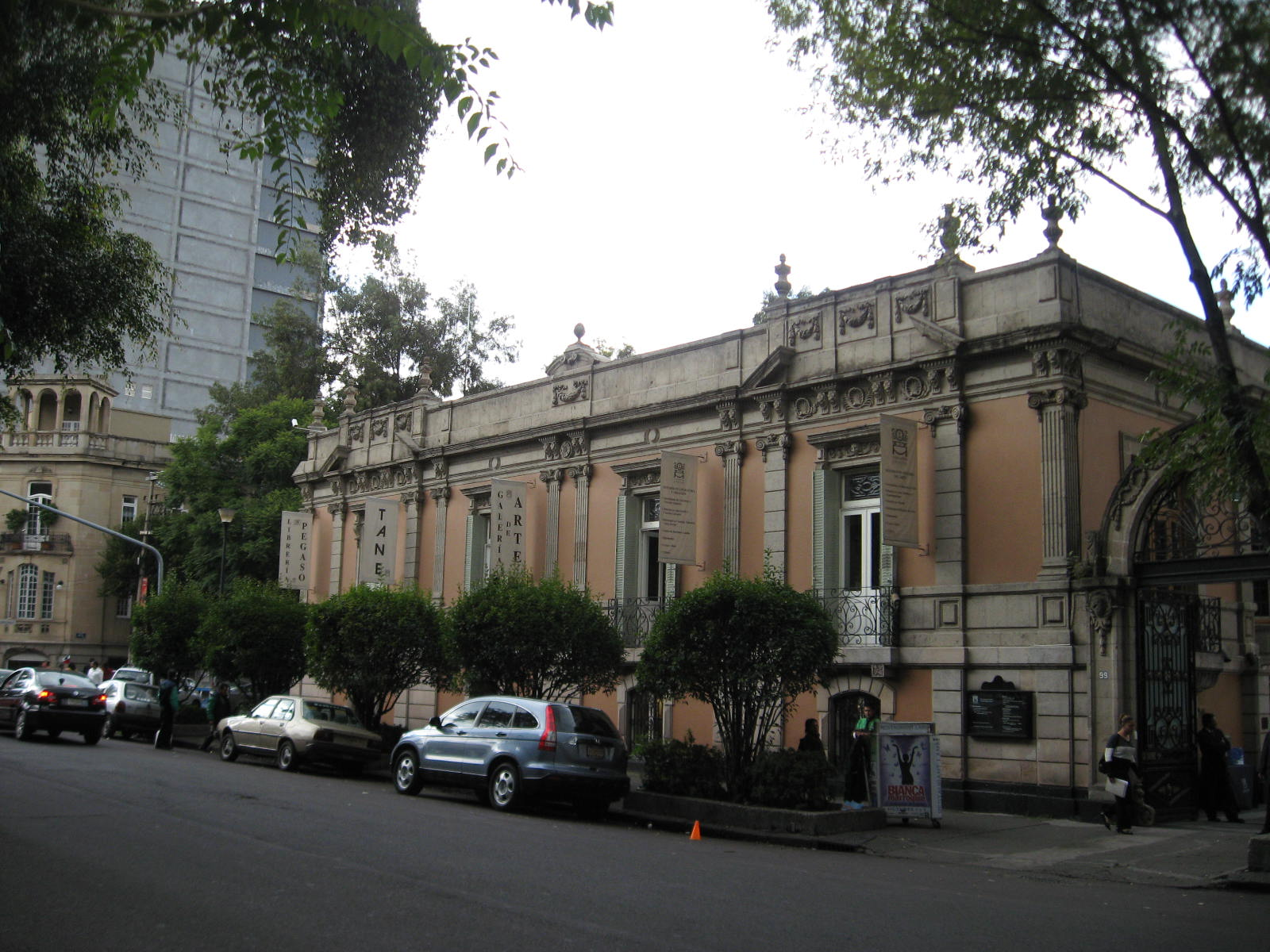
Centro Cultural Casa Lamm, en 2008.

La Casa Lamm es un inmueble considerado monumento artístico ubicado en la colonia Roma, en la Ciudad de México. La casa fue construida a principios del siglo XX (1911) y restaurada en 1994 para servir como centro cultural, con el propósito de convertir el área en un recinto de artes visuales. Desde entonces alberga numerosas exhibiciones y en ella se imparten clases de historia del arte y literatura.

## Historia
La casa Lamm fue un proyecto realizado para rehabilitar una de las antiguas mansiones, el proyecto fue apoyado por las autoridades locales. La casa fue construida originalmente como parte de la Colonia Roma a finales del siglo XIX y principios del siglo XX, en una antigua granja perteneciente a Pedro Lascuráin. En tanto que Lascuráin formó parte del proyecto desde su comienzo, Lewis Lamm se encargó del proyecto a partir de 1914 construyendo casas para las familias adineradas que se mudaban del centro de la ciudad a sus afueras. La casa Lamm se terminó en 1911 y se ubica en la calle de Álvaro Obregón n.º 99, Ciudad de México. Así como otros edificios construidos en la misma época, la arquitectura rompe con el periodo colonial, influenciada fuertemente por las tendencias europeas, en especial la francesa de la segunda mitad del siglo XIX y principios del siglo XX. En un principio esta casa iba a ser la residencia de Lewis Lamm y su familia, pero él nunca vivió ahí. Él le rentó la propiedad a los Maristas y este lugar se convirtió en el Colegio Francés Jalisco, una escuela para varones. Durante la Guerra Cristera, Lamm pidió que le devolvieran su propiedad, pero se la entregaron en malas condiciones. Después de la muerte de Lamm en 1939, su viuda vendió la propiedad a la familia García Collantes, quienes la conservaron hasta 1990, para evitar la demolición de este sitio como había ocurrido con otros durante la mitad del siglo XX.
En 1993, se iniciaron los trabajos de remodelación, aunque muchos de los elementos originales de la casa se perdieron gracias al paso del tiempo y la negligencia de la gente. En 1994, al término de la restauración y el lugar se convirtió en el Centro Cultural Casa Lamm. Cuando se inauguró, el Centro Cultural no contaba con una librería o galerías, y los talleres aún se encontraban en desarrollo. Beatriz Espejo inauguró el espacio dedicado a la literatura con invitados como Guillermo Arreola, Álvaro Mutis y Octavio Paz. Un grupo de estudiantes de historia del arte terminaron por hacer del proyecto un centro cultural privado y autónomo: Claudia Gómez Haro Desdier Elin Luque, Cecilia Gómez Haro, Germaine Gómez Haro y Elena Lamm.
Esto fue solo una parte del gran proyecto realizado para hacer de la colonia Roma un centro de artes visuales en México y poder atraer más galerías y artistas. El proyecto, aún en curso, ha atraído entidades como el Salón de la Plástica Mexicana, la Universidad de la Comunicación, Jomart, la Universidad Interamericana de México y la Casa de Francia, así como varias galerías que montan espectáculos muy redituables. Sin embargo, la inseguridad y la falta de mantenimiento de las áreas públicas de la colonia por parte del gobierno de la ciudad, en algunas ocasiones, ha hecho difícil atraer y mantener a artistas e instituciones.

## Jardines
La casa Lamm cuenta con un amplio jardín principal en la entrada de la casa. En él se localizan tres diferentes esculturas de bronce de uno de los mayores exponentes del arte contemporáneo en México, Jorge Marín.
Gracias a la variedad de flores y plantas que se encuentran en este espacio, la arquitectura de la casa se integra de manera armoniosa con la naturaleza generando un espacio vivo. En diferentes ocasiones sirve como recinto de diferentes eventos importantes, como son estrategias comerciales, celebraciones de algún cóctel o una cena de gala.

## Esculturas

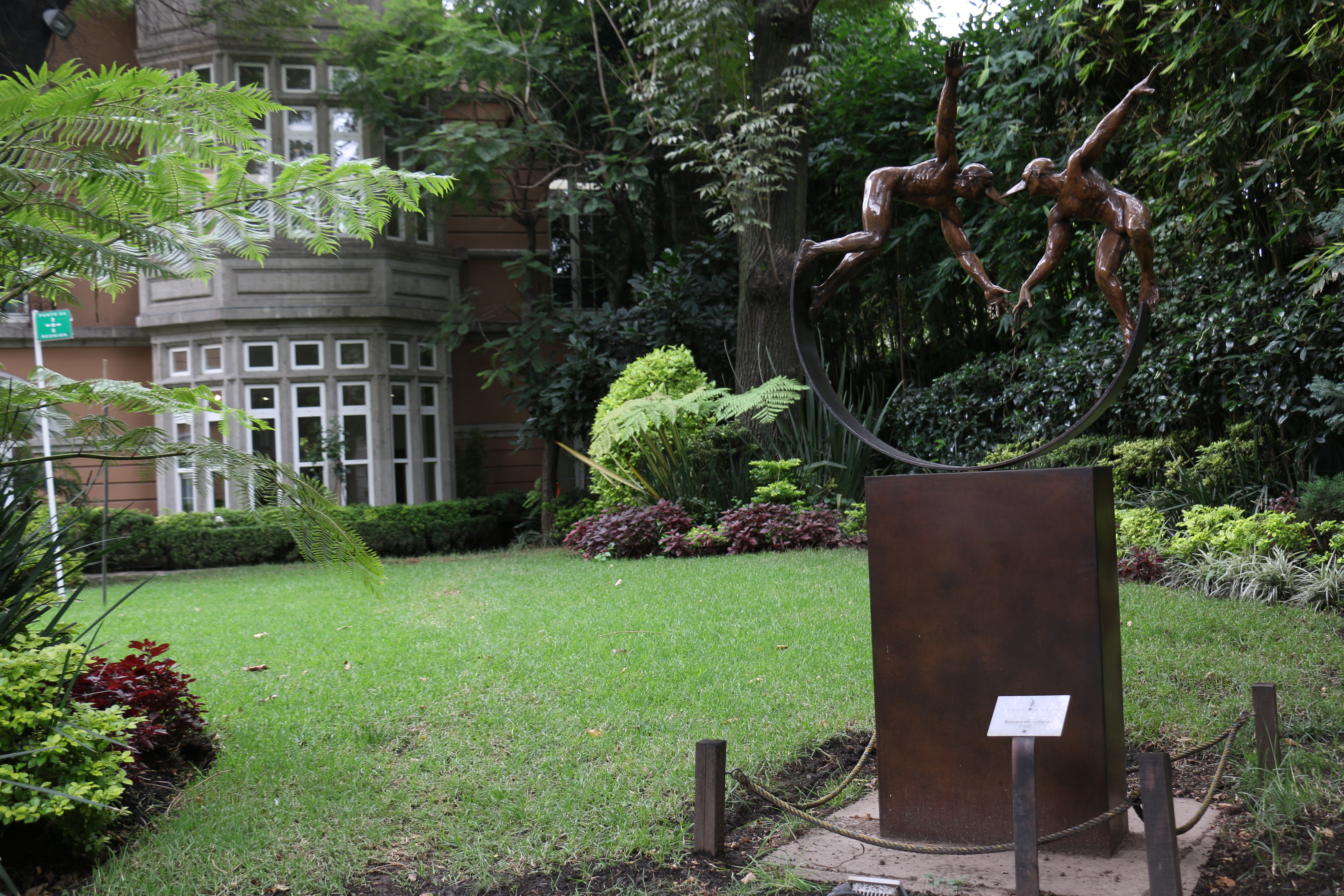
Jardín principal de la Casa Lamm, escultura Balanza de surfistas, de Jorge Marín.

La primera escultura de bronce se encuentra en el jardín principal de la Casa Lamm. En la entrada principal puede apreciarse esta obra del 2013 de Jorge Marín. Lleva por nombre Balanza de surfistas, es la más grande, representa a dos hombres con los brazos inclinados y extendidos, tratando de hacer equilibro ya que se encuentran sobre un base en forma de media luna. Uno se encuentra arriba y el otro abajo, y lo que el autor quiso representar es un espejo de sí mismo. Sus miradas están fijas el uno en el otro, no se puede apreciar su rostro porque tienen máscaras. Esta escultura tiene las siguientes dimensiones: 123 x 92 x 60 cm del material de bronce, dimensiones con base de media luna 93 x 58 x 24 cm.
La segunda escultura de bronce se encuentra en la parte frontal izquierda del jardín, la nombran Joven de Tecoh, y fue realizada en el 2009. Representa a un hombre musculoso con alas extensas, agachado y reclinado en su pierna izquierda y extendiendo la derecha, sosteniendo con ambas manos un objeto circular, con vista fija al frente y el ceño fruncido. Tiene el cabello semi-recogido. Se encuentra sobre un pedestal cuadrado, color café obscuro de mármol.
Esta escultura tiene las siguientes dimensiones: 56 x 98 x 62 cm del material de bronce, dimensiones con pedestal de mármol 25.5 x 62.5 x 33 cm.

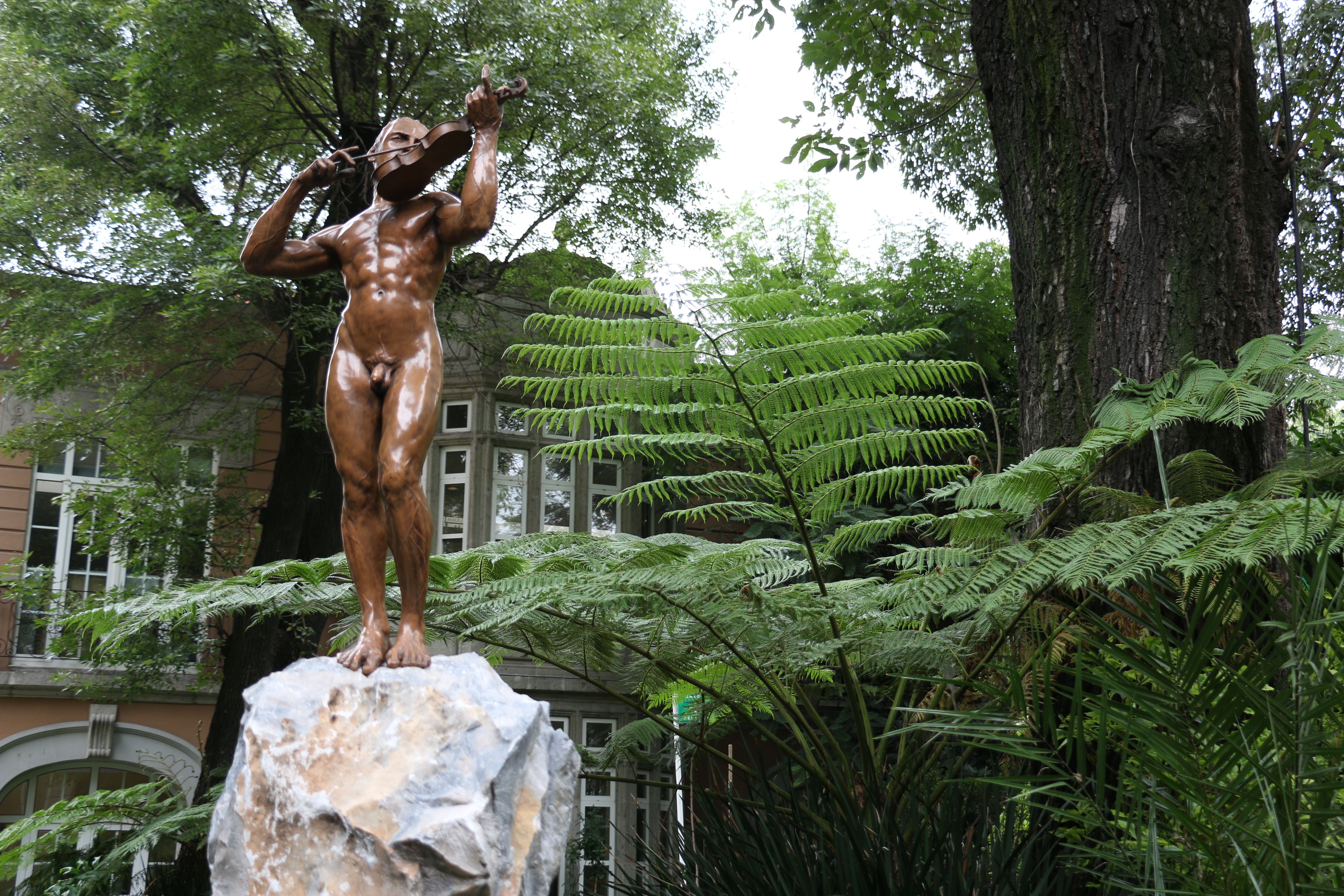
Escultura Violinista en roca, en el jardín de Casa Lamm.

La tercera escultura de bronce se encuentra en medio del jardín, cerca del pasillo que conecta a la Galería de la Casa Lamm. Su nombre es Violinista en roca,  y fue realizada en el 2014. Representa a un hombre tocando el violín, con mirada fija. La base de esta escultura es una roca, que combina con el estilo del jardín de la casa. A su vez, esta roca esta sobre una base cuadrada de madera. Tiene las siguientes dimensiones: 89 x 50 x 24 cm del material de bronce, dimensiones con base de roca 87 x 50 x 40 cm.

## Servicios

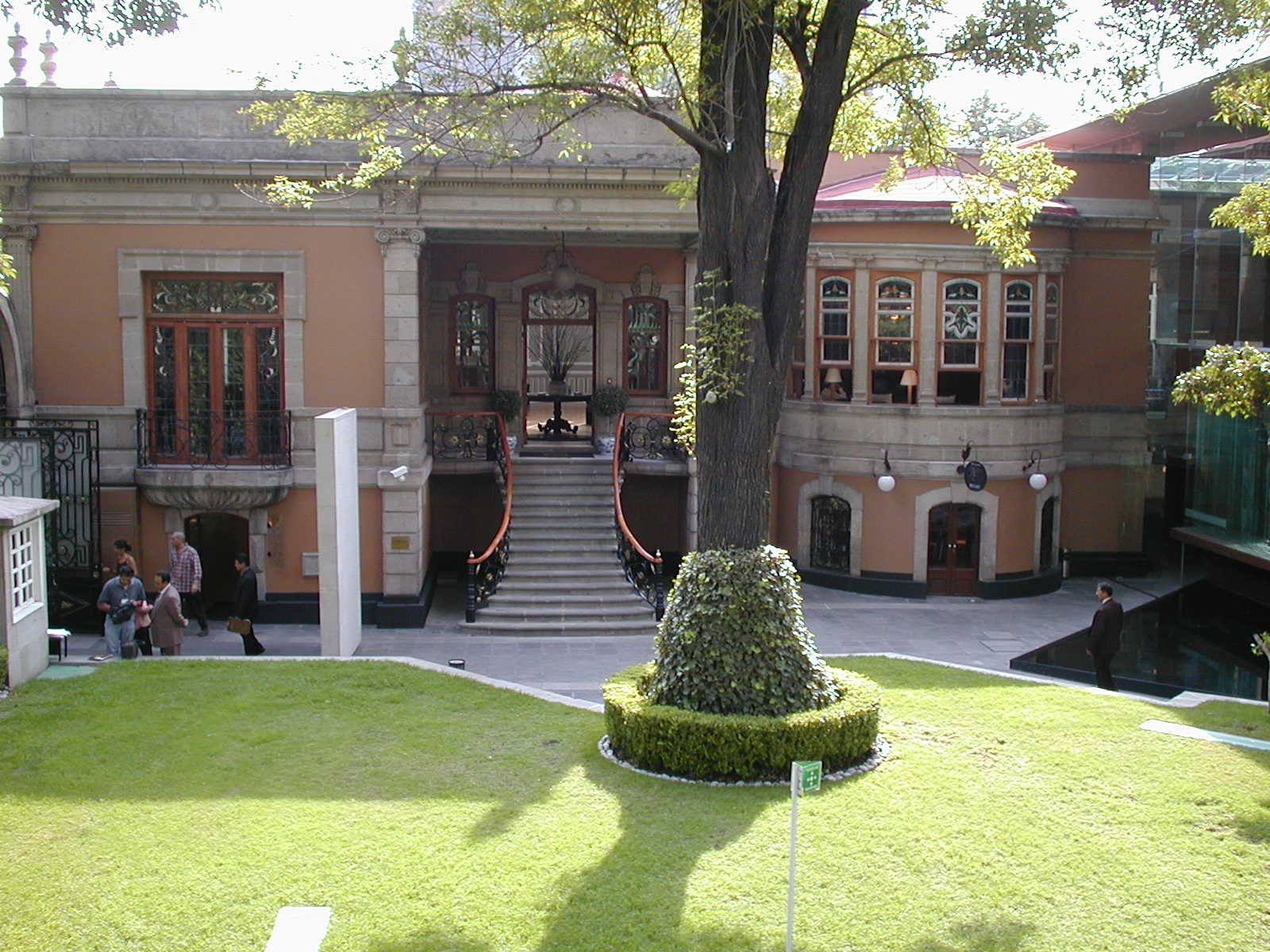
Patio dentro de casa Lamm, en 2003.

El instituto consiste en espacios de exhibición y administración, algunos programas de graduados en las bellas artes, y un restaurante y una librería, que se encuentran abiertos al público. Desde su inauguración ha albergado numerosas exhibiciones. Las exhibiciones de arte son realizadas en varias galerías que se encuentran en el edificio. Hay un comité que se encarga de elegir a los artistas que se presentaran ya sean artistas conocidos o nuevos talentos. En 2010, el centro cultural llevó a cabo más de quince exhibiciones relacionadas con la pintura, la fotografía y otras disciplinas, incluyendo las exhibiciones de Jacinto de Marín, y Francisco Toledo.
En 1999, recibió la custodia de la colección más grande de Televisa, que se encontraba ubicada en el centro de Arte Contemporane en Polanco. El reto principal al aceptar esta colección fue construir los servicios adecuados para la preservación de la colección, una de las galerías inferiores fue usada con ese propósito. Este espacio contenía cuatro áreas: la bóveda (elevada cincuenta centímetros sobre el suelo para controlar la humedad), una sala de consulta e investigación para expertos, una sala para el público en general y un espacio para exhibición de piezas seleccionadas en un bases rotatorias. Las paredes de la bóveda están aisladas de las paredes de la habitación en la que se encuentran los controles de temperatura y humedad. La colección contiene 2,294 imágenes que Manuel Álvarez Bravo coleccionó por más de veinte años. Esta colección contiene trabajos realizados por pioneros como Charles Gerard, William Henry Fox Talbot, Henri Cartier-Bresson, Kati Horna, Karl Blossfeldt, Man Ray, Guillermo Kahlo, Edward Weston, Tina Modotti, Graciela Iturbide, Pablo Ortiz Monasterio y Rafael Doniz así como trabajos del mismo Álvarez Bravo. Además, la colección entera ha sido digitalizada.
En la planta baja del edificio, frente a la calle, se encuentran la librería y el restaurante. La librería Pegaso contiene grandes selecciones en inglés y en español, sobre todo en libros relacionados con el arte, pero también hay libros sobre literatura, historia y poesía. El restaurante Las Flores del Mal fue remodelado en 2003, y es considerado un lugar excelente para comer. La mayor parte de la zona del comedor se concentra en un patio al aire libre, acentuado por una fuente de color negro. Varios de los patrones de los restaurantes se dedican a las artes y a los medios de comunicación. También se puede alquilar para ocasiones especiales. Cuenta con una amplia variedad de vinos de diferentes países, pero el menú no es extenso, comprende platillos de cocina internacional con toques mexicanos como huitlacoche, epazote y tamarindo.
El Centro Cultural Casa Lamm ofrece licenciatura en historia del arte, así como la maestría en el arte, la apreciación del arte y la creación literaria y un doctorado en historia del arte. La licenciatura es ofrecida en conjunto con la Secretaria de Educación Pública. El Centro Cultural también ofrece cursos, programas de certificación, seminarios y talleres en distintas disciplinas como son historia, Historia de México, arqueología, pintura, escultura, filosofía, música y cinema. También contiene una biblioteca de arte con alrededor de 12,000 volúmenes y poco más de 680 videos.